# قائمة نشطاء حقوق الإعاقة
ناشط حقوق ذوي الإعاقة، أو المدافع عنهم، هو شخص يسعى إلى تحقيق المساواة والعدالة للأشخاص ذوي الإعاقة. ويُعد هذا الشخص عادة جزءًا من حركة حقوق ذوي الإعاقة و/أو حركة المعيشة المستقلة.

## أ
- جاويد عبيدي - مدير المركز الوطني لتعزيز فرص العمل للأشخاص ذوي الإعاقة (NCPEDP) في الهند[1]
- أبيا أكرم - ناشطة في مجال حقوق ذوي الإعاقة من باكستان؛ مؤسسة المنتدى الوطني للنساء ذوات الإعاقة في باكستان؛ شخصية بارزة في حركة حقوق ذوي الإعاقة في البلاد، وكذلك في آسيا والمحيط الهادئ؛ أُختيرت كواحدة من 100 امرأة في قائمة بي بي سي لعام 2021
- علا أبو الغيب - ناشطة في مجال الإعاقة من فلسطين، تركز على الإدماج والنوع الاجتماعي وحقوق الإعاقة
- هيلجمنييتا أبوك - المدير المؤسس لشعب كوسوفو الصغير
- فاطمة العاقل – افتتحت مدرسة للنساء الكفيفات في اليمن عام 1995م[2]

## ب
- ميل باجس – ناشطة في مجال حقوق التوحد ومدونة[3]
- صفية البهلاني - فنانة عمانية، ومصممة جرافيك، وناشطة في مجال حقوق ذوي الإعاقة، ومتحدثة تحفيزية
- جمالة البيضاني – أسست جمعية التحدي للفتيات المعوقات، أول جمعية في اليمن مخصصة لمساعدة الفتيات المعوقات[4]
- جوليا باسكوم - ناشطة في مجال حقوق التوحد والمديرة التنفيذية لشبكة الدفاع عن الذات التوحدية[5]
- أندرو باتافيا - واضع لوائح قانون الأمريكيين ذوي الإعاقة، والمؤسس المشارك لشركة AUTONOMY, Inc.[6]
- جيزيل بيلاس - مغنية وكاتبة أغاني كوبية أمريكية؛ مدافعة عن مرض الزهايمر[7][8][9]
- الأخت سبونسا بلتران – عملت مع الأطفال والأشخاص ذوي الإعاقة في ليبيريا[10]
- دانا بوليس - مهندسة رحلات فضائية ومدافعة عن حقوق الأشخاص ذوي الإعاقة في مجالات العلوم والتكنولوجيا والهندسة والرياضيات
- تيفاني برار - مؤسسة مؤسسة جيوثيغامايا، وهي منظمة غير حكومية غير ربحية لضعاف البصر
- غابرييلا بريمر - كانت تعاني من الشلل الدماغي؛ سُجلت حياتها في الفيلم الدرامي الأمريكي المكسيكي غابي: قصة حقيقية (1987)، من إخراج لويس ماندوكي[11]
- شليتا برونديدج - مؤلفة كتب الأطفال ومدافعة عن مرض التوحد[12]
- ماركا بريستو - شاركت في تأسيس المجلس الوطني (الأمريكي) للحياة المستقلة (NCIL) مع ماكس ستاركلوف وتشارلي كار
- ليديا براون - مدافعة عن مرضى التوحد وكاتبة

## ج
- جين كامبل، البارونة كامبل من سوربيتون - مفوضة لجنة حقوق ذوي الإعاقة البريطانية[13]
- تشارلي كار - المؤسس المشارك للمجلس الوطني للحياة المستقلة ومركز بوسطن للحياة المستقلة ومؤسس ومدير تنفيذي لبرنامج الحياة المستقلة في الشمال الشرقي في لورانس، ماساتشوستس؛ ثم أصبح مفوضًا في لجنة إعادة التأهيل في ماساتشوستس في عهد الحاكم ديفال باتريك[14]
- ليز كار - ممثلة بريطانية، كوميدية، مذيعة وناشطة دولية في مجال حقوق ذوي الإعاقة
- بوب كيسي جونيور - عضو مجلس الشيوخ الأمريكي من ولاية بنسلفانيا، المعروف على نطاق واسع بأنه من أبرز المدافعين عن توسيع نطاق خدمات الرعاية الطبية المنزلية والمجتمعية للأشخاص ذوي الإعاقة[15]
- ماما كاكس - عارضة أزياء أمريكية هايتية وناشطة في مجال حقوق ذوي الإعاقة
- جودي تشامبرلين - ناشطة أمريكية وزعيمة ومنظمة ومتحدثة عامة ومعلمة في حركة الناجين من الأمراض النفسية ؛ جاء نشاطها السياسي بعد احتجازها غير الطوعي في منشأة للأمراض النفسية في ستينيات القرن العشرين؛[16][17] مؤلفة كتاب "بمفردنا: بدائل خاضعة لسيطرة المرضى لنظام الصحة العقلية"، وهو نص أساسي في حركة ماد برايد[18]
- جيمس آي. تشارلتون - ناشط ومؤلف كتاب "لا شيء عنا بدوننا"
- ماريا سوليداد سيسترناس - ناشطة تشيلية في مجال حقوق الأشخاص ذوي الإعاقة، وعضو في اللجنة التي صاغت اتفاقية حقوق الأشخاص ذوي الإعاقة، وشغلت منصب رئيسة لجنة حقوق الأشخاص ذوي الإعاقة؛[19][20] في عام 2017، عُينت مبعوثة خاصة للأمم المتحدة بشأن الإعاقة وإمكانية الوصول[21]
- كلوديا كوكبيرن - ناشطة بريطانية في مجال إمكانية الوصول إلى وسائل النقل[22]
- توني كويلو - عضو الكونجرس السابق عن ولاية كاليفورنيا، والمؤلف الرئيسي والراعي لمجلس النواب الأمريكي لقانون الأمريكيين ذوي الإعاقة[23]
- ريبيكا كوكلي - المديرة التنفيذية للمجلس الوطني للإعاقة[24]
- كيتي كون - ناشطة في مجال حقوق ذوي الإعاقة وعضو في صندوق تعليم حقوق ذوي الإعاقة والدفاع عنها
- لويس كورتيس - ناشطة أمريكية والمدعية الرئيسية في قضية أمام المحكمة العليا الأمريكية بشأن الفصل غير المبرر للأشخاص ذوي الإعاقة في مؤسسات الرعاية الصحية

## د
- أندريا دالزيل - ممرضة أمريكية وناشطة في مجال حقوق ذوي الإعاقة
- بول دارك - أكاديمي بريطاني وناشط دولي في مجال حقوق ذوي الإعاقة
- جاستن ويتلوك دارت جونيور - المؤسس المشارك للجمعية الأمريكية للأشخاص ذوي الإعاقة[25]
- نيل دي ماركو - ناشط ومتحدث باسم حملة LEAD-K "المساواة اللغوية واكتسابها للأطفال الصم" للغة الإشارة الأمريكية واللغة الإنجليزية في بيئة التعليم
- ريتش دونوفان - خبير اقتصادي ومؤسس مؤشر العائد على الإعاقة
- أبريل دان - ساعدت في تمرير القانون رقم 833 في لويزيانا والذي ساعد في توفير بدائل للتخرج للطلاب الذين لا يستطيعون اجتياز الاختبارات الموحدة[26]

## هـ
- آن إيمرمان - مديرة مكتب عمدة مدينة نيويورك لشؤون ذوي الإعاقة (MOPD) أثناء إدارة ديفيد دينكينز[27]
- دومينيك إيفانز - صانع أفلام، ناشط، مؤسس #FilmDis؛ مدافع عن الإعلام والترفيه في مركز حقوق ذوي الإعاقة في نيويورك[28]
- إدوارد إيفانز - رئيس اللجنة الاستشارية الصحية التابعة لوزارة الصحة في المملكة المتحدة بشأن الأشخاص ذوي الإعاقة 1949-1960[29]

## ف
- فريد فاي - المدافع الأمريكي عن الأشخاص ذوي الإعاقة[30]
- تشاي فيلدبلوم - المحامي الرئيسي في الفريق القانوني الذي صاغ قانون الأمريكيين ذوي الإعاقة لعام 1990[31][32]
- جولي فرنانديز - ممثلة تعاني من خلل تنسج العظم الناقص ؛ أسست مؤسسة الإعاقة؛[33] نشطة في تقديم الأشخاص ذوي الإعاقة [34] [35]
- فيك فينكلشتاين - ناشط وأكاديمي من مواليد جنوب إفريقيا، رائد النموذج الاجتماعي للإعاقة
- كاثرين فريزي - المدير المشارك لمعهد جامعة رايرسون لدراسات الإعاقة والبحوث والتعليم[36]
- ليكس فريدن - رئيس المجلس الوطني للإعاقة 2002-2006؛ المطور الرئيسي لقانون الأمريكيين ذوي الإعاقة[37]
- جودي فرايد - أسست مجموعة في عام 1946 لآباء الأطفال ذوي الإعاقة الذهنية؛ أصبحت المجموعة فيما بعد Mencap[38]

## ج
- هابن جيرما - أول خريج أصم وأعمى من كلية الحقوق بجامعة هارفارد
- مارلين جولدن – ناشطة في مجال النقل لذوي الاحتياجات الخاصة
- ميرو جريفيثس – أكاديمي وناشط من ذوي الإعاقة
- تشين جوانج تشنغ – ناشط في مجال الحقوق المدنية الصينية[39]

## ح
- ريك هانسن - لاعب بارالمبي كندي سابق؛ جمع 20 دولارًا مليون دولار لأبحاث الحبل الشوكي وإعادة التأهيل ورياضة الكراسي المتحركة من خلال السفر على الكراسي المتحركة عبر 34 دولة[40]
- لورا هيرشي - احتجت على ماراثون عيد العمال التابع لجمعية MDA؛ وهي نسوية ولدت بنوع من ضمور العضلات[41]
- جوديث هيومان - مستخدمة كرسي متحرك شاركت في تأسيس المعهد العالمي للإعاقة ؛ عملت كمديرة مشاركة له في الفترة من 1983 إلى 1993؛ أصبحت المستشارة الخاصة لحقوق الأشخاص ذوي الإعاقة الدولية في وزارة الخارجية الأمريكية[42]
- بول هانت (ناشط) - كان من أوائل الناشطين في مجال حقوق الأشخاص ذوي الإعاقة وزعيم حملات الأشخاص ذوي الإعاقة في المملكة المتحدة ضد المؤسسات السكنية ومن أجل المعيشة المستقلة. قام بتحرير مجلد مهم حول الإعاقة بعنوان "الوصمة: تجربة الإعاقة".

## أنا
- تونيا إنجرام - جلبت الوعي من خلال كتاباتها حول مواضيع مثل الأمراض المزمنة، والتبرع بالأعضاء، والذئبة، وفشل الكلى، وتأثير جائحة كوفيد-19 على الأشخاص ذوي الإعاقة، والمرض العقلي، والانتحار، والاكتئاب، وحقوق الإعاقة [43][44][45][46][47]
- دافينا إنجرامز، البارونة الثامنة عشرة دارسي دي نيث - البارالمبية البريطانية وعضو البرلمان[48]
- مالفيكا آير - مبتورة الأطراف، ناشطة في مجال حقوق ذوي الإعاقة، وعضو في مجموعة عمل IANYD التابعة للأمم المتحدة[49][50][51]

## ج
- كاسار جاكوبسون - ناشطة نرويجية كندية في مجال حقوق التوحد والإعاقة والمساواة بين الجنسين؛[52] بطلة الأمم المتحدة للشباب؛ ملكة جمال كندا السابقة (2013)؛ أصم ثنائيًا ويستخدم لغة الإشارة الأمريكية [53][54][55]
- هارييت ماكبرايد جونسون - "شخصية العام" من نيو موبيليتي؛ محامية في مجال حقوق ذوي الإعاقة وناشطة مناهضة للقتل الرحيم[56]
- ١. الملك جوردان - أول رئيس أصم لجامعة جالوديت

## ك
- هيلين كيلر - ناشطة سياسية أمريكية صماء عمياء وكاتبة ومحاضرة
- جون د. كيمب - ناشط أمريكي في مجال حقوق الأشخاص ذوي الإعاقة؛ رئيس ومدير تنفيذي لمركز فيسكاردي ومدرسة هنري فيسكاردي
- أبها خيتاربال - ناشطة هندية في مجال حقوق ذوي الإعاقة، ومؤسسة موقع Cross The Hurdles، أول موقع إلكتروني للموارد التعليمية والاستشارية وتطبيق جوال مصمم خصيصًا للأشخاص ذوي الإعاقة
- ليزي كياما - مؤسسة كينية لمؤسسة This-Ability Trust[57][58]
- بوني شير كلاين - أخرجت الفيلم الوثائقي "بلا خجل: فن الإعاقة" (2006)[59][60]
- راؤول كراوتهاوزن – ناشط ألماني في مجال حقوق ذوي الإعاقة

## ل
- فرانك لاركين - ناشط، مستوحى من الإحباطات الناجمة عن العيش مع السنسنة المشقوقة، سعى إلى تحسين حياة الآخرين الذين يعانون من هذه الحالة؛ حضر البرلمان الأوروبي وغيره من الفعاليات على المستوى القاري[61]
- بول ك. لونجمور - أستاذ التاريخ الأمريكي والناشط؛ كان له دور فعال في تأسيس دراسات الإعاقة كتخصص أكاديمي، وفي التغييرات التي طرأت على الضمان الاجتماعي والتي منحت الأشخاص ذوي الإعاقة المزيد من الحقوق[62]
- كاري آن لوكاس - محامية حقوق ذوي الإعاقة[63]

## م
- نيل ماركوس - ممثل وكاتب مسرحي نشط في تطوير ثقافة الإعاقة[64]
- روبرت مارتن – ناشط في مجال المعيشة المستقلة للأشخاص ذوي الإعاقة
- نور المزروعي – طاهية وناشطة في مجال حقوق ذوي الإعاقة من قطر[65]
- رون مكالوم - عضو لجنة حقوق الأشخاص ذوي الإعاقة ؛ كان عضوًا في المجلس الوطني للأشخاص ذوي الإعاقة ومقدمي الرعاية؛ رئيس الإذاعة للمعاقين بصريًا في جمعية نيو ساوث ويلز التعاونية المحدودة؛ أول شخص أعمى تمامًا يُعين أستاذًا كاملاً في جامعة أسترالية[66]
- آن ماكدونالد – ناشطة من أجل الحياة المستقلة للأشخاص ذوي الإعاقة[67]
- كاثرين ماكجي - ناشطة أمريكية أسست الجمعية الوطنية لمتلازمة داون والمؤتمر الوطني لمتلازمة داون؛ كانت ابنتها تريشيا مصابة بمتلازمة داون[68]
- إيفا ميدلتون - مدافعة بيليزية عن حقوق الأشخاص ذوي الإعاقة وتشارك في جمعية بليز للأشخاص ذوي القدرات المتنوعة (BAPDA)[69]
- ستيسي ميلبيرن - ناشطة أمريكية ساعدت في تأسيس حركة العدالة لذوي الإعاقة[70]
- بول ستيفن ميلر - محامي أمريكي في مجال الحقوق المدنية وناشط وأستاذ قانون، وكان مفوضًا في لجنة تكافؤ فرص العمل الأمريكية ومؤلف قانون عدم التمييز على أساس المعلومات الجينية[71]
- ليروي إف مور جونيور - كاتب أمريكي من أصل أفريقي، وشاعر، وناشط مجتمعي، ونسوية، ومؤسس حركة كريب هوب
- ألف موريس - قدم قانون الأشخاص المصابين بأمراض مزمنة وذوي الإعاقة وكان أول "وزير للمعوقين" في بريطانيا العظمى أو في أي مكان آخر[72]

## ن
- ساينيميلي نيفالو - لاعب تنس الطاولة الفيجي وناشط
- كارين ناكامورا - أكاديمية أمريكية، ومؤلفة، وصانعة أفلام، ومصورة فوتوغرافية، ورئيسة كرسي روبرت وكولين هاس المتميز لدراسات الإعاقة، وأستاذة الأنثروبولوجيا في جامعة كاليفورنيا، بيركلي
- نيما نامادامو - ناشطة في مجال حقوق المرأة وحقوق ذوي الإعاقة في جمهورية الكونغو الديمقراطية[73]
- أري نعمان - المؤسس المشارك لشبكة الدفاع عن الذات التوحدية[74]
- يتنبيرش نيجوسي - محامٍ كفيف وناشط في مجال حقوق ذوي الإعاقة ومكافحة الإيدز من إثيوبيا؛ أسس المركز الإثيوبي للإعاقة والتنمية (ECDD)

## ا
- كوربيت أوتول - ناشطة في مجال حقوق ذوي الإعاقة ومؤلفة في بيركلي، كاليفورنيا؛ أسست مشروع المساواة التعليمية الوطني للنساء ذوات الإعاقة
- ماري جين أوين - ناشطة في مجال حقوق ذوي الإعاقة، وفيلسوفة، وخبيرة في السياسات، وكاتبة، عاشت وعملت في واشنطن العاصمة منذ عام 1979

## ص
- جان كريستوف باريسو – مؤسس تجمع الديمقراطيين للمعاقين[75]
- أجيث سي إس بيريرا - الرئيس التنفيذي لمنظمة إيديريا في سريلانكا ناشط لصالح النموذج الاجتماعي للإعاقة والمجتمع الشامل[76]
- ريتشارد بيمينتيل – ناشط في مجال حقوق الأشخاص ذوي الإعاقة في مكان العمل[77]
- فيكتور بينيدا – ناشط أمريكي، شارك كمندوب حكومي في صياغة اتفاقية حقوق الأشخاص ذوي الإعاقة[78]

## ر
- آلان رايش – مؤسس المنظمة الوطنية للإعاقة[79]
- ماريا فيرونيكا رينا (1960–2017) - عالمة نفس تربوية أرجنتينية وناشطة في مجال حقوق ذوي الإعاقة
- جيلبرتو رينكون جالاردو - سياسي مكسيكي ذو أذرع قصيرة عمل على قضايا الإعاقة[80]
- إدوارد روبرتس - أول شخص مصاب بالشلل الرباعي يلتحق بجامعة كاليفورنيا، بيركلي ؛ امتد نضاله من أجل الوصول إلى بيركلي إلى السعي للوصول إلى المجتمع وتطوير أول مركز للحياة المستقلة[81][82]
- جون إلدر روبيسون - ناشط في مجال حقوق مرضى التوحد ومؤلف[83]
- جاي رودرمان - رئيس مؤسسة عائلة رودرمان، المدافع عن حقوق الأشخاص ذوي الإعاقة في الولايات المتحدة وإسرائيل[84]

## س
- علي صابري – عضو مجلس مدينة طهران[85] وأحد المحامين الأعلى أجراً في إيران بأتعاب تبلغ حوالي 1.7 دولار مليون[86]
- يوليا ساشوك – ناشطة أوكرانية في مجال حقوق الأشخاص ذوي الإعاقة[87]
- بيجي إس. سالترز - أول ناجية من العلاج بالصدمات الكهربائية في الولايات المتحدة تفوز بحكم هيئة المحلفين وحكم مالي كبير (635,177 دولارًا) كتعويض عن فقدان الذاكرة الدائم الشامل والإعاقة الإدراكية الناجمة عن هذا الإجراء.
- ساندرا شنور - مديرة برنامج نصف الأجرة في مدينة نيويورك للمعاقين؛ كتبت دليلاً مبكرًا للمعاقين في المدينة؛ كانت تعاني من شلل رباعي[88][89]
- جودي كاسل سكوت - مدافعة عن حقوق المكفوفين وناشطة في مجال فقدان البصر[90]
- آني سيجارا - يوتيوبر أمريكية وناشطة تقاطعية[91]
- نبيل شعبان - ممثل أردني بريطاني وصحفي ومؤسس فرقة The Graeae، وهي فرقة مسرحية تعمل على تشجيع الفنانين ذوي الإعاقة[92]
- دي بي شارما - ناشط هندي في مجال حقوق ذوي الإعاقة يعمل من أجل تكافؤ الفرص في التعليم، وتوفير فرص التعليم المدعومة بالتكنولوجيا، والتحول في سياسات التعليم والتوظيف
- يونيس كينيدي شرايفر - مدافعة مدى الحياة عن الأشخاص ذوي الإعاقات الذهنية وأسست الألعاب الأولمبية الخاصة الدولية في عام 1968
- جيم سينكلير - منسق ومؤسس شبكة التوحد الدولية، ومستشار مركز الثقافة لذوي الإعاقة بجامعة سيراكيوز
- ساتيندرا سينغ – طبيب من ذوي الإعاقة ومؤسس وحدة التمكين[93]
- ماكس ستاركلوف (1937–2010) – أسس مركز باراكواد، أحد أول مراكز المعيشة المستقلة في الولايات المتحدة؛ ودافع عن قانون الأمريكيين ذوي الإعاقة في عام 1990[94][95][96]
- جون فرانكلين ستيفنز - ممثل ورياضي وناشط مصاب بمتلازمة داون[97]
- سيمون ستيفنز - مستشار في قضايا الإعاقة معروف بعمله البارز في قضايا الإعاقة في المملكة المتحدة

## ت
- جوني إريكسون تادا - مؤلفة مسيحية إنجيلية، ومقدمة برامج إذاعية، ومؤسسة جوني وأصدقائها، وهي منظمة "تعمل على تسريع الخدمة المسيحية في مجتمع ذوي الإعاقة"[98]
- سونورا تايلور – فنانة وكاتبة وناشطة[99]
- جاك ثورن - كاتب سيناريو وكاتب مسرحي إنجليزي
- لورين توخمان - أول امرأة عمياء تُعين حاخامة ومدافعة عن عدالة ذوي الإعاقة والتوراة الشاملة[100]

## يو
- كريس أندرهيل - أحد مؤسسي Thrive و ADD International (العمل من أجل الإعاقة والتنمية)[101] [102]

## الخامس
- سوزانا فان توندر - ناشطة في مجال حقوق ذوي الإعاقة من لوكسمبورغ، ومدافعة عن حقوق المرضى، ومدونة مصابة بالتصلب المتعدد
- جورج فيديتز - الرئيس السابق للجمعية الوطنية للصم والمدافع عن الحفاظ على لغة الإشارة
- ليزي فيلاسكيز - مؤلفة ومتحدثة عامة حول موضوعات احترام الذات والتنمر على الشباب ذوي الإعاقة
- هنري فيسكاردي الابن - ناشط أمريكي في مجال حقوق ذوي الإعاقة؛ مستشار لثمانية رؤساء أمريكيين في قضايا ذوي الإعاقة

## و
- يوفال فاغنر - رئيس مؤسسة أكسس إسرائيل
- رون وايت - كاتب مسرحي كان عضوًا في لجنة الرئيس لتوظيف المعاقين[103]
- أليس وونغ - أسست مشروع رؤية الإعاقة
- غريس وودهيد - الرعاية في المجتمع في عام 1890 في المملكة المتحدة
- باتريشا رايت - المعروفة باسم "الجنرال" لعملها في تنسيق الحملة لسن قانون الأمريكيين ذوي الإعاقة

## ي
- بنافشة يعقوبي - مفوضة في اللجنة الأفغانية المستقلة لحقوق الإنسان (AIHRC) حتى فرارها من أفغانستان مع زوجها في عام 2021[104]
- كارا إليزابيث يار خان - مدافعة عن حقوق ذوي الإعاقة ومتحدثة عامة وناشطة إنسانية في الأمم المتحدة
- إيمانويل أوفوسو ييبواه - راكب دراجات غاني ذو ساق واحدة ركب عبر غانا لرفع مستوى الوعي ويعمل على زيادة عدد الكراسي المتحركة في بلاده[105]
- ستيلا يونج (1982–2014) - صحفية أسترالية، وممثلة كوميدية، وناشطة في مجال حقوق ذوي الإعاقة، استخدمت كرسيًا متحركًا طوال معظم حياتها، وهي محررة مجلة Ramp Up الإلكترونية التابعة لشبكة ABC

## ز
- فريدا زاميس - أستاذة رياضيات وكاتبة ومدافعة عن حق الوصول إلى جميع جوانب الحياة العامة، وخاصة النقل؛ بصفتها مسؤولة في منظمة "المعاقين في العمل" ، قامت بحملة من أجل توفير إمكانية الوصول للكراسي المتحركة في حافلات مدينة نيويورك والعبارات وسيارات الأجرة والمباني مثل مبنى إمباير ستيت ؛ وكتبت مع أختها زاميس كتابًا بعنوان "حركة حقوق ذوي الإعاقة: من الصدقة إلى المواجهة".
- ميسون زايد - ممثلة فلسطينية، كوميدية، وناشطة في مجال حقوق ذوي الإعاقة، اشتهرت بمحاضرتها في مؤتمر تيد بعنوان "لدي 99 مشكلة... الشلل الرعاش واحد منها فقط".
- هيل زوكاس - مستشار في الحواجز المعمارية والنقل، معروف بعمله الرائد في بيركلي، كاليفورنيا؛ مارس الضغط من أجل إنشاء وتبني قانون الأمريكيين ذوي الإعاقة لعام 1990